# 舍訥曼山

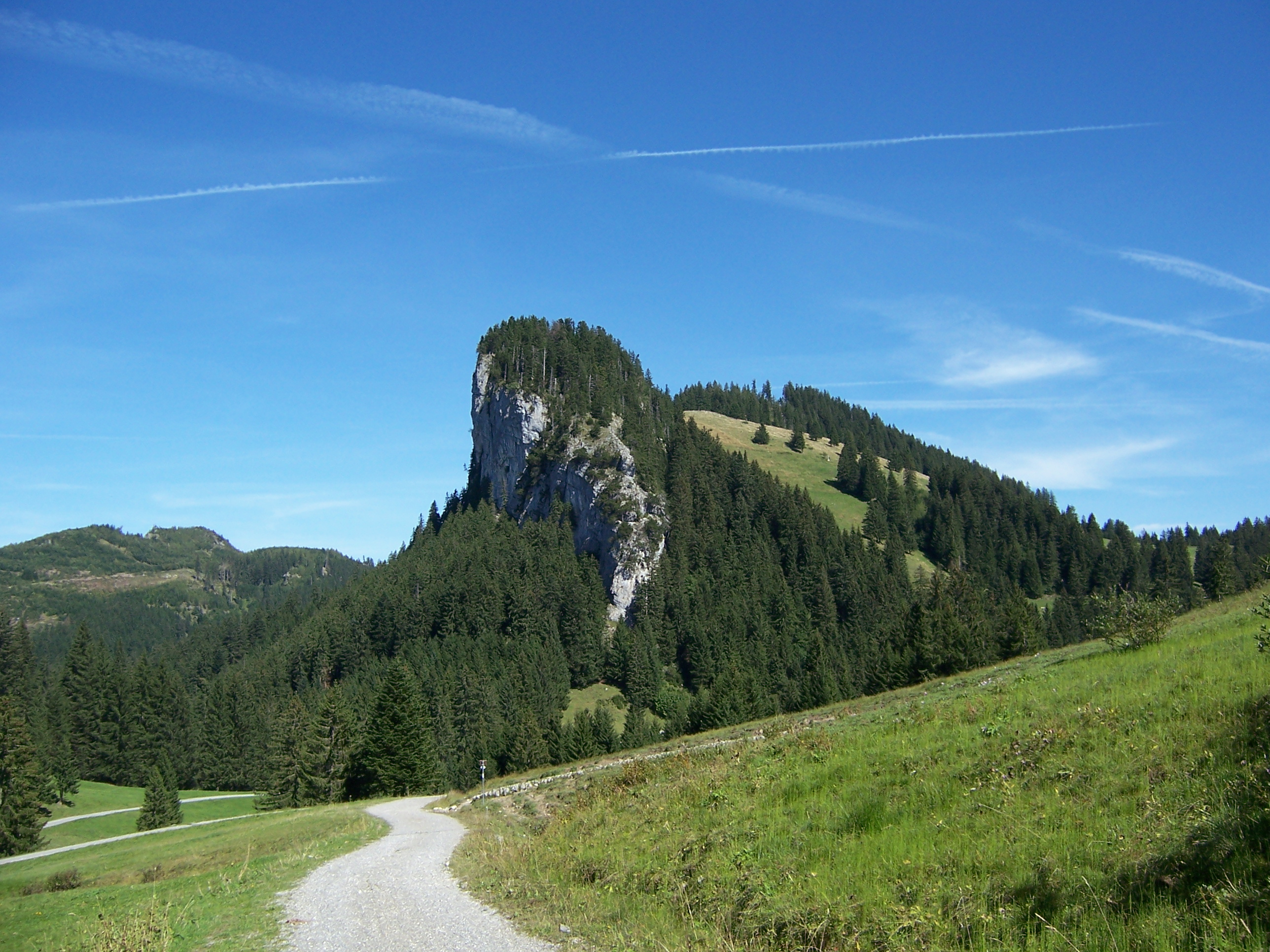

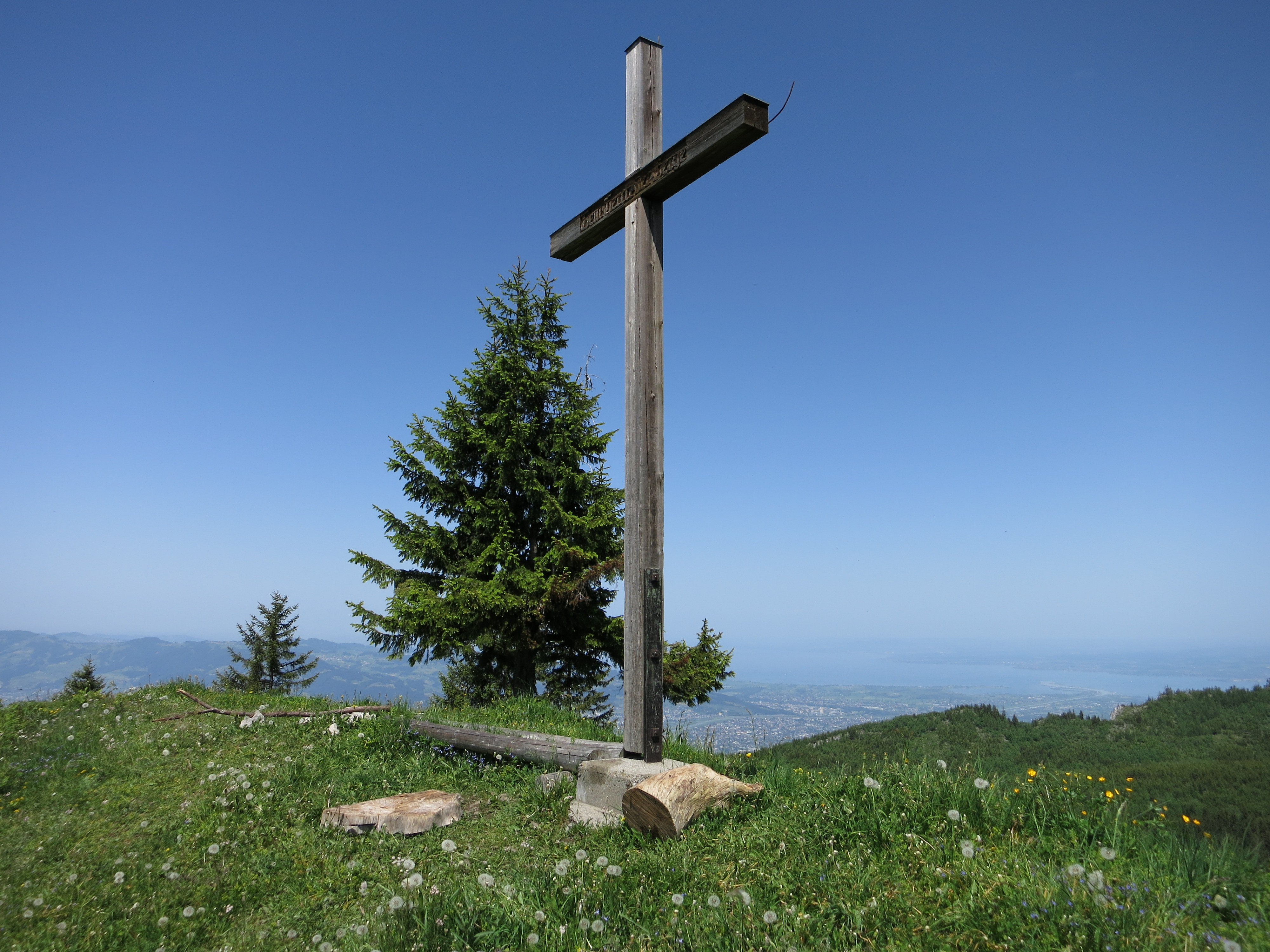

47°21′25″N 9°44′15″E / 47.35694°N 9.73750°E
舍訥曼山（德語：Schöner Mann），是奧地利的山峰，位於該國西部，由福拉爾貝格州負責管轄，屬於布雷根茨森林山脈的一部分，海拔高度1,532米。